# Mithrodia fisheri
Mithrodia fisheri är en sjöstjärneart som beskrevs av Holly 1932. Mithrodia fisheri ingår i släktet Mithrodia och familjen Mithrodiidae. Inga underarter finns listade i Catalogue of Life.